# Asclepias sullivantii
Asclepias sullivantii är en oleanderväxtart som beskrevs av Georg George Engelmann och Asa Gray. Asclepias sullivantii ingår i släktet sidenörter, och familjen oleanderväxter. Inga underarter finns listade i Catalogue of Life.